# Abhorrence (finnische Band)
Abhorrence (englisch für: ‚Verachtung‘, ‚Abscheu‘) ist eine finnische Death-Metal-Band aus Helsinki.

## Geschichte

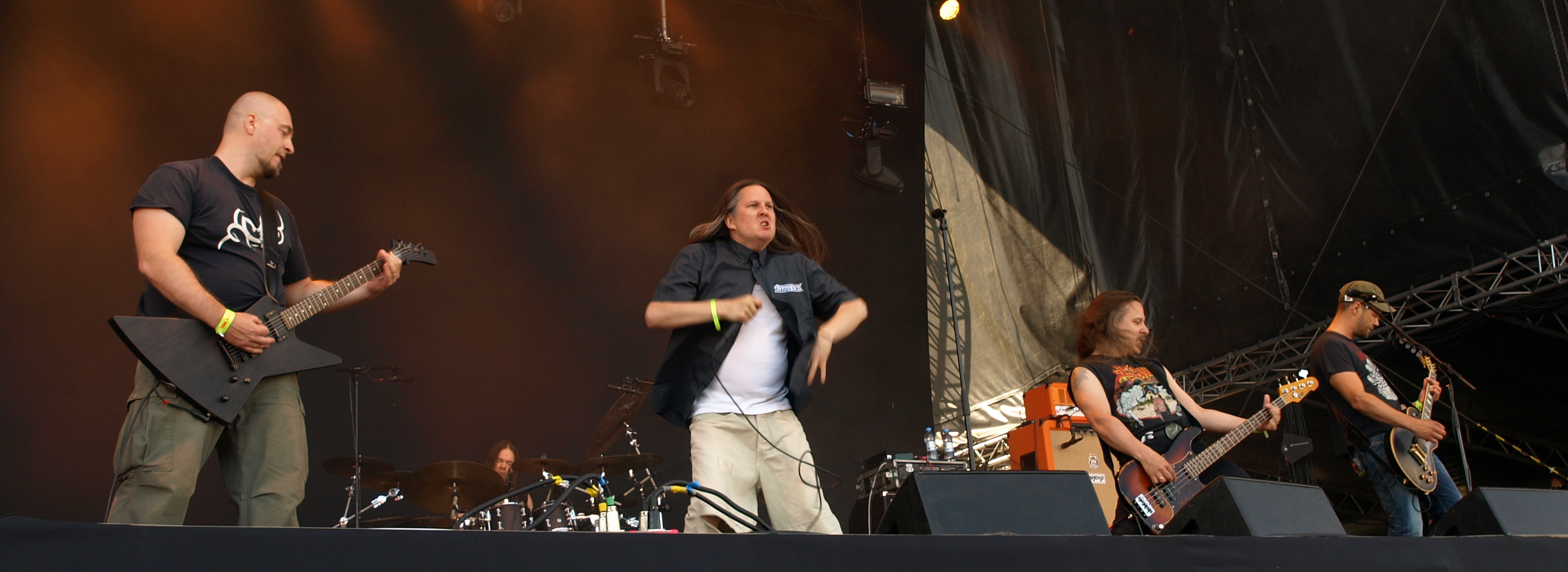
Abhorrence live am Tuska 2013

Abhorrence wurde 1989 gegründet von dem Sänger Jukka „Shrike“ Kolehmainen, dem Bassisten Jussi „Juice“ Ahlroth und dem Gitarristen Kalle Mattsson, die vorher die Band Disaster bildeten, dem Gitarristen Tomi Koivusaari, der vorher bei der Speed-Metal-Band Violent Solution spielte sowie dem Schlagzeuger Kimmo Heikkinen.
Nach der Gründung spielte die Band einige Konzerte, unter anderem mit Xysma, Funebre, Disgrace, Cadaver, Demigod und Stratovarius. Am 9. und 11. Februar 1990 nahm die Band die Demokassette Vulgar Necrolatry mit vier Stücken auf. Vom 30. Juni bis 4. Juli 1990 spielte Abhorrence im TTT Studio des Stratovarius-Gitarristen und -Sängers Timo Tolkki die vier Stücke der 7″-Single Abhorrence ein, die später bei dem US-amerikanischen Label Seraphic Decay Records erschien. Das Cover der Single entwarf Luxi Lahtinen. Da die Band keinen schriftlichen Vertrag mit Seraphic Decay Records hatte, wie auch einige andere finnische Bands, bekam die Band kein Geld und verlor auch die Masterbänder ihrer Aufnahmen. Später spielte sie auf einer Party der norwegischen Black-Metal-Band Mayhem. Ende 1990 löste sich Abhorrence auf, Tomi Koivusaari wurde Gitarrist von Amorphis und schließlich auch Sänger, nachdem Jukka Kolehmainen das Angebot ablehnte, selbst den Gesang zu übernehmen. Mikael Arnkil spielte später in verschiedenen Bands und ist seit 2000 Bassist bei Impaled Nazarene. Im Frühjahr 1991 erhielt Tomi Koivusaari ein Angebot für einen Plattenvertrag von Relapse Records, da die Band jedoch bereits aufgelöst war, sandte Amorphis eine Demo-CD zurück und unterschrieb schließlich einen Vertrag.
Seit 2012 spielt die Band wieder Konzerte, unter anderem auf dem Tuska Open Air Metal Festival, hat ein Livealbum und eine Kompilation veröffentlicht.

## Stil
Abhorrence spielte recht traditionellen Death Metal mit Gitarrensoli und brutalen Blastbeats. Gleichzeitig gab es auch viele langsame Stellen, die vom Doom Metal inspiriert waren. Haupteinflüsse waren Morbid Angel, Bolt Thrower und Carcass. Damit ist Abhorrence auch stilistisch Amorphis recht ähnlich. Der Gesang ist sehr tief und guttural. Die Produktion aller Veröffentlichungen ist sehr schlecht. Die Texte beschreiben blutrünstige Visionen von Leichenfledderei.

## Rezeption
Abhorrence gilt trotz ihrer kurzen Existenz als äußerst bekannte Band in der finnischen Death-Metal-Szene. Das spanische Fanzine PitchLINE-Zine schreibt: „[Abhorrence ist] ohne Zweifel eine der berühmtesten Bands aus der finnischen Old-School-[Death-Metal-]Szene.“ Matthias Herr bezeichnet Abhorrence in seinem Heavy Metal Lexikon als „Kultkapelle“. Abhorrence war auch eine der ersten finnischen Death-Metal-Bands.
Das bekannteste Abhorrence-Stück Vulgar Necrolatry wurde von Amorphis mit Jukka Kolehmainen als Gastsänger auf der zweiten Veröffentlichung Amorphis von 1991, auf Privilege of Evil von 1993 und der 2003er Wiederveröffentlichung vom Debütalbum The Karelian Isthmus veröffentlicht. Die finnische Band Stench of Decay spielt Vulgar Necrolatry regelmäßig auf Konzerten.
Im dctp.tv-Beitrag Charakterpanzer und Bewegungskrieg mit Heiner Müller wurden die Abhorrence-Stücke Disintegration of Flesh und Pestilential Mists verwendet.

## Diskografie
- 11. Februar 1990: Vulgar Necrolatry (Demo-Kassette)
- 5. Mai 1990: The Macabre Masquerade (Demo-Kassette)
- 4. Juli 1990: Abhorrence (Graue 7″-Platte; Seraphic Decay Records)
- Juli 1990: Pestilential Mists (Blaue 7″-Platte; Seraphic Decay Records)
- 2000: Abhorrence/Amorphis (Split-Bootleg; Mastercult Records)
- 2012: Completely Vulgar (Kompilation)
- 2013: Totally Vulgar: Live at Tuska Open Air 2013 (Livealbum)
- 2018: Megalohydrothalassophobic